# Копу, Паул
Паул Копу (рум. Paul Copu; род. 7 августа 1953, Mera, Вранча) — румынский легкоатлет, специалист по бегу на средние и длинные дистанции, стипльчезу. Выступал за сборную Румынии по лёгкой атлетике в 1975—1983 годах, чемпион Универсиады в Мехико, чемпион Балкан, участник летних Олимпийских игр в Москве.

## Биография
Паул Копу родился 7 августа 1953 года в коммуне Мера, жудец Вранча.
Впервые заявил о себе в лёгкой атлетике на международном уровне в сезоне 1975 года, когда вошёл в состав румынской сборной и выступил на чемпионате Европы в помещении в Катовице, где в зачёте бега на 3000 метров стал шестым.
В 1976 году стартовал на дистанции 3000 метров на чемпионате Европы в помещении в Мюнхене, но в финал не вышел.
Будучи студентом, в 1977 году представлял Румынию на Универсиаде в Софии — в беге на 3000 метров с препятствиями выиграл серебряную медаль, уступив только представителю Западной Германии Михаэлю Карсту.
В 1978 году на чемпионате Европы в Праге установил личный рекорд в стипльчезе — 8:20.41. Также стартовал здесь в дисциплине 10 000 метров, но сошёл с дистанции, не показав никакого результата.
В 1979 году в беге на 3000 метров с препятствиями стал серебряным призёром на VII летней Спартакиаде народов СССР в Москве, одержал победу на Универсиаде в Мехико.
Благодаря череде удачных выступлений удостоился права защищать честь страны на летних Олимпийских играх 1980 года в Москве, где в программе стипльчеза сумел дойти до стадии полуфиналов.
Завершил спортивную карьеру по окончании сезона 1983 года.